# Cromstrijen
Cromstrijen est une ancienne commune néerlandaise, en province de Hollande-Méridionale.
La commune de Cromstrijen a été créée le 1er janvier 1984 par la fusion des communes de Klaaswaal et de Numansdorp.